# Meili (Gottheit)
Meili (altnordisch vielleicht „der Liebe“) ist eine Gottheit in der nordischen Mythologie aus dem Geschlecht der Asen. Nach den Þulur ist Meili einer der Söhne Odins, Thor wird in der Prosa-Edda als sein Blutsverwandter bezeichnet.